# Station Węgierska Górka
Station Węgierska Górka is een spoorwegstation in de Poolse plaats Węgierska Górka.